# Garai-paradoxon
Garai László meghatározása szerint paradoxon akkor lép fel ha a tényezők között, amelyek meghatározott viszonyban vannak egymással, szerepel maga ez a viszony is. Az a viszony például, mely szerint egy leírás, ill. egy előírás vonatkozik a maga tárgyaira, szerepelhet e tárgyak között: a leírást igaznak mondjuk, ha megfelel a tárgyának, s arról, hogy a leírás igaz, szintén megállapítható, hogy igaz-e – a tárgyat jónak mondjuk, ha megfelel egy előírásnak, s arról, hogy a tárgy jó legyen, magáról is előírás intézkedhet, amelynek meg kell felelnie. Az ilyen pozitív paradoxonnal együtt létezik negatív paradoxon is: pl. a hazug paradoxona, amellyel már az ókori görög filozófia foglalkozott mint olyan leírással, mely saját magát hamisnak írja le – ill. a Palo Alto-iskola által behatóan tanulmányozott „Légy spontán!”-előírás. Negatív a Russell-paradoxon is. A pozitív paradoxon révén egy viszony mindig megszilárdítja, a negatív paradoxon révén pedig aláássa magát. Pozitív szociálpszichológiai paradoxon nyilvánul meg pl. Milgram kísérletében, – negatív paradoxon a kettős kötésben, a specifikusan emberi alapszükségletben. Ilyen értelemben jellemezheti pozitív, ill. negatív paradoxon a szociális identitás kezelését. A szociális identitás paradox struktúráinak működéséből származtatja Garai László az alkotói folyamatokat is;; negatív paradoxonra vezeti vissza a komikumot és a tragikumot. Nagy érdeklődést keltett, amikor a Gorbacsov-alapítvány zártkörű nemzetközi konferenciáján (“A bolsevik típusú totalitariánus struktúrák szívósságának eredete”. Moszkva, 1993) tartott vitanyitó előadásában Garai az önmagát megszilárdító paradoxon szerkezeteiből és ilyeneknek (pl. a hivatalnok és a komisszár státusát összekapcsoló nómenklatúranak, továbbá az ún. demokratikus centralizmusnak) a működéséből származtatta a rendszer túlélő szívósságát.